# Podosoje (Vrlika)
 Podosoje je naselje (selo) koje se nalazi 2 kilometara od grada Vrlike.

## Zemljopisni položaj
Naselje Podosoje s nalazi uz dionicu ceste D1 koja spaja gradove Sinj i Vrliku. Većina naselja se stisnula između planine Svilaje i jezera Peruća dok dio gleda prema Vrličkom polju.
Naselje Podosoje čine zaselci:
- Šembrun,
- Stražine,
- Grabići i
- Zduš.

## Stanovništvo
| broj stanovnika | 523   | 518   | 563   | 665   | 933   | 802   | 743   | 919   | 865   | 839   | 669   | 612   | 492   | 512   | 251   | 194   | 208   |
|                 | 1857. | 1869. | 1880. | 1890. | 1900. | 1910. | 1921. | 1931. | 1948. | 1953. | 1961. | 1971. | 1981. | 1991. | 2001. | 2011. | 2021. |

## Povijest
U NOB-u tijekom Drugog svjetskog rata sudjelovalo je 28 stanovnika.

## Poznate osobe
- Filip Grabovac, hrvatski pisac i pjesnik, profesor, franjevac